# 大阪体育大学短期大学部
大阪体育大学短期大学部（おおさかたいいくだいがくたんきだいがくぶ、英語: Osaka University of Health＆Sports Science Junior CollegeまたはJunior College, Osaka University of Health and Sport Sciences）は、大阪府泉南郡熊取町朝代台1－1に本部を置いていた日本の私立大学である。2000年に設置され、2011年に廃止された。大学の略称は大体大短大部（だいたいだいたんだいぶ）。

## 概観

### 大学全体
- 学校法人浪商学園により大阪府泉南郡熊取町に設置された日本の私立短期大学[2]。
- 2000年4月に2学科[注 1]で入学総定員240名体制にて開学[3]。
- 開学後程なくして、一部の学科・専攻が既存の大阪体育大学の学部・学科に譲渡され、1学科体制となる[4]。
- 2009年度の入学生を最後[5]に短期大学としての使命を終える。

### 教育および研究
- 大阪体育大学短期大学部には介護のエキスパートを育てる学科があり、｢社会福祉原論｣や｢老人福祉論｣、「介護実習」など専門職に必要な科目のほか｢障害者スポーツ概論｣や｢レクレーション実技｣等も学ぶことができた。専門科目はゼミナール形式となっていた。

### 学風および特色
- 大阪体育大学短期大学部は20世紀最後に開学された唯一の短大である[6]。
- 体育大学との交流が深く、短大卒業後その大学に編入学する学生も少なからずいた。

## 沿革
- 1989年 大阪体育大学付属福祉専門学校として開校。
- 1999年
  - 12月22日 左記を以て文部省[注 2] より短期大学の設置が認可される[7]。
- 2000年
  - 4月1日 左記を以て大阪体育大学短期大学部が以下の学科体制をもって開学[6]。
    - 健康福祉学科[注釈 1][注 3]
    - 保健福祉学科
      - 保健福祉専攻[注釈 1]
      - 精神保健福祉専攻[注釈 1]
- 2002年
  - 4月1日 左記を以て以下の学科・専攻の学生募集を最終とする[8]。
    - 保健福祉学科
      - 保健福祉専攻[注釈 2]
      - 精神保健福祉専攻[注釈 2]
- 2003年 健康福祉学科を介護福祉学科に名称変更[4]。
- 2008年 介護福祉学科の入学定員を80[10]→50に減員[11]。
- 2009年 短期大学の学生募集を最終とする[注 4]。
- 2011年
  - 11月25日 左記を以て文部科学省より廃止の認可を受ける[13]。

## 基礎データ

### 所在地
- 大阪府泉南郡熊取町朝代台1－1[13][注 5]

### 象徴
- 大阪体育大学短期大学部のカレッジマークは体育大学と同じものを使用していた。

## 教育および研究

### 組織

#### 学科
- 介護福祉学科

##### 過去にあった学科
- 保健福祉学科[注釈 3][注釈 2]
  - 保健福祉専攻[注釈 3][注釈 2]
  - 精神保健福祉専攻[注釈 3][注釈 2]

#### 専攻科
- なし

#### 別科
- なし

##### 取得資格について
資格
- 介護福祉士：介護福祉学科[注 6]。
- かつての保健福祉学科保健福祉専攻では、社会福祉士、同学科精神保健福祉専攻では、精神保健福祉士それぞれの基礎受験資格が設定されていた[14]。

### 研究
- 精神保健に関する研究[15][16]
- レクレーション活動援助法に関する研究[17]

## 学生生活

### 部活動・クラブ活動・サークル活動
- 大阪体育大学短期大学部のクラブ活動：短大独自のものとしてはバスケットボール・ソフトボール・テニス・陸上競技などのクラブがあった。その他、大阪体育大学のクラブやサークル等に所属することもできた。

### 学園祭
- 大阪体育大学短期大学部の学園祭は毎年、概ね10月に行われていた。

## 施設

### キャンパス
- 大教室
- 模擬面接室
- 入浴実習室
- 介護実習室
- 家政学実習室
- 図書室（短大独自のもの）
- 診療所
- 学生ホール
- トレーニングルーム
- 情報処理室

## 対外関係

### 系列校
- 大阪体育大学
- 大阪体育大学浪商中学校・高等学校
- 大阪青凌中学校・高等学校
- 大阪体育大学浪商幼稚園

## 社会との関わり
- 「大阪府障害スポーツ大会」や「スポーツフェスタ」へのボランティア参加などを行っていた。
- 公開講座が行われていた。

## 卒業後の進路について

### 就職について
- 健康福祉学科&介護福祉学科：特別養護老人ホームや養護老人ホーム、老人保健施設やケアハウスなど介護職に就く人が大半となっていた。
- 保健福祉学科
  - 保健福祉専攻：福祉ソーシャルワークに就き、実務経験をへて社会福祉士国家試験を受験する人が多かった。主に老人福祉施設や障害者福祉施設など各種社会福祉施設や社会福祉協議会に就職していたものとみられる。
  - 精神保健福祉専攻：福祉ソーシャルワークに就き、実務経験をへて精神保健福祉士国家試験を受験する人が多かった。主に精神障害者関連の福祉施設などの社会福祉施設に就職していたものとみられる。

### 編入学・進学実績
- 系列である大阪体育大学以外では、日本福祉大学・皇學館大学・種智院大学・花園大学・近畿医療福祉大学などがあった。